# Resultados do Campeonato Mundial de Atletismo de 1993
Este artigo contém os resultados detalhados do Campeonato Mundial de Atletismo de 1993, disputado na cidade de Estugarda, na Alemanha.
| Corridas: 100 m - 200 m - 400 m - 800 m - 1 500 m - 3000 m - 5000 m - 10000 m - Maratona Obstáculos: 100 m barreiras - 110 m barreiras - 400 m barreiras - 3000 metros obstáculos Marcha: 20 km marcha - 50 km marcha Saltos: Altura - Comprimento - Triplo - Vara Lançamentos: Peso - Disco - Dardo - Martelo Estafetas: 4 x 100 m - 4 x 400 m Provas combinadas: Decatlo - Heptatlo |

## Resultados

### 100 metros
| Pos. | Atleta             | País           | Marca     |
| ---- | ------------------ | -------------- | --------- |
| 1    | Linford Christie   | Reino Unido    | 9"87 (AR) |
| 2    | Andre Cason        | Estados Unidos | 9"92      |
| 3    | Dennis Mitchell    | Estados Unidos | 9"99      |
| 4    | Carl Lewis         | Estados Unidos | 10"02     |
| 5    | Bruny Surin        | Canadá         | 10"02     |
| 6    | Frankie Fredericks | Namíbia        | 10"03     |
| 7    | Daniel Effiong     | Nigéria        | 10"04     |
| 8    | Raymond Stewart    | Jamaica        | 10"18     |

| Pos. | Atleta           | País           | Marca      |
| ---- | ---------------- | -------------- | ---------- |
| 1    | Gail Devers      | Estados Unidos | 10"82 (CR) |
| 2    | Merlene Ottey    | Jamaica        | 10"82 (CR) |
| 3    | Gwen Torrence    | Estados Unidos | 10"89      |
| 4    | Irina Privalova  | Rússia         | 10"96      |
| 5    | Mary Onyali      | Nigéria        | 11"05      |
| 6    | Natalya Voronova | Rússia         | 11"20      |
| 7    | Nicole Mitchell  | Jamaica        | 11"20      |
| 8    | Liliana Allen    | Cuba           | 11"23      |

### 200 metros
| Pos. | Atleta                | País           | Marca      |
| ---- | --------------------- | -------------- | ---------- |
| 1    | Frankie Fredericks    | Namíbia        | 19"85 (AR) |
| 2    | John Regis            | Reino Unido    | 19"94      |
| 3    | Carl Lewis            | Estados Unidos | 19"99      |
| 4    | Mike Marsh            | Estados Unidos | 20"18      |
| 5    | Dean Capobianco       | Austrália      | 20"18      |
| 6    | Jean-Charles Trouabal | França         | 20"20      |
| 7    | Emmanuel Tuffour      | Gana           | 20"59      |
| 8    | Damien Marsh          | Austrália      | 20"56      |

| Pos. | Atleta            | País           | Marca |
| ---- | ----------------- | -------------- | ----- |
| 1    | Merlene Ottey     | Jamaica        | 21"98 |
| 2    | Gwen Torrence     | Estados Unidos | 22"00 |
| 3    | Irina Privalova   | Rússia         | 22"13 |
| 4    | Marie-José Pérec  | França         | 22"20 |
| 5    | Mary Onyali       | Nigéria        | 22"32 |
| 6    | Natalya Voronova  | Rússia         | 22"50 |
| 7    | Galina Malchugina | Rússia         | 22"50 |
| 8    | Dannette Young    | Estados Unidos | 23"04 |

### 400 metros
| Pos. | Atleta           | País           | Marca |
| ---- | ---------------- | -------------- | ----- |
| 1    | Michael Johnson  | Estados Unidos | 43"65 |
| 2    | Harry Reynolds   | Estados Unidos | 44"13 |
| 3    | Samson Kitur     | Quênia         | 44"54 |
| 4    | Quincy Watts     | Estados Unidos | 45"05 |
| 5    | Sunday Bada      | Nigéria        | 45"11 |
| 6    | Gregory Haughton | Jamaica        | 45"63 |
| 7    | Simon Kemboi     | Quênia         | 45"65 |
| 8    | Kennedy Ochieng  | Quênia         | 45"68 |

| Pos. | Atleta               | País           | Marca |
| ---- | -------------------- | -------------- | ----- |
| 1    | Jearl Miles-Clark    | Estados Unidos | 49"82 |
| 2    | Natasha Kaiser-Brown | Estados Unidos | 50"17 |
| 3    | Sandie Richards      | Jamaica        | 50"44 |
| 4    | Tatyana Alekseyeva   | Rússia         | 50"52 |
| 5    | Ximena Restrepo      | Colômbia       | 50"91 |
| 6    | Sandra Myers         | Espanha        | 51"22 |
| 7    | Juliet Campbell      | Jamaica        | 51"40 |
| 8    | Norfalia Carabalí    | Colômbia       | DQ    |

### 800 metros
| Pos. | Atleta           | País          | Marca   |
| ---- | ---------------- | ------------- | ------- |
| 1    | Paul Ruto        | Quênia        | 1'44"71 |
| 2    | Giuseppe D'Urso  | Itália        | 1'44"86 |
| 3    | Billy Konchellah | Quênia        | 1'44"89 |
| 4    | Curtis Robb      | Reino Unido   | 1'45"54 |
| 5    | Hezekiél Sepeng  | África do Sul | 1'45"64 |
| 6    | Freddie Williams | Canadá        | 1'45"79 |
| 7    | William Tanui    | Quênia        | 1'45"80 |
| 8    | Tom McKean       | Reino Unido   | 1'46"17 |

| Pos. | Atleta             | País           | Marca        |
| ---- | ------------------ | -------------- | ------------ |
| 1    | Maria Mutola       | Moçambique     | 1'55"43 (AR) |
| 2    | Lyubov Gurina      | Rússia         | 1'57"10      |
| 3    | Ella Kovacs        | Roménia        | 1'57"92      |
| 4    | Diane Modahl       | Reino Unido    | 1'59"42      |
| 5    | Meredith Rainey    | Estados Unidos | 1'59"57      |
| 6    | Li Liu             | China          | 2'04"45      |
| 7    | Tina Paulino       | Moçambique     | 3'19"89      |
| 8    | Liliya Nurutdinova | Rússia         | DQ           |

### 1500 metros
| Pos. | Atleta             | País           | Marca   |
| ---- | ------------------ | -------------- | ------- |
| 1    | Noureddine Morceli | Argélia        | 3'34"24 |
| 2    | Fermín Cacho       | Espanha        | 3'35"56 |
| 3    | Abdi Bile          | Somália        | 3'35"96 |
| 4    | Mohamed Suleiman   | Catar          | 3'36"87 |
| 5    | Jim Spivey         | Estados Unidos | 3'37"42 |
| 6    | Matthew Yates      | Reino Unido    | 3'37"61 |
| 7    | Basir El Rachid    | Marrocos       | 3'37"68 |
| 8    | Mohamed Taki       | Marrocos       | 3'37"76 |

| Pos. | Atleta            | País    | Marca   |
| ---- | ----------------- | ------- | ------- |
| 1    | Dong Liu          | China   | 4'00"50 |
| 2    | Sonia O'Sullivan  | Irlanda | 4'03"48 |
| 3    | Hassiba Boulmerka | Argélia | 4'04"29 |
| 4    | Yi Lu             | China   | 4'06"06 |
| 5    | Angela Chalmers   | Canadá  | 4'07"95 |
| 6    | Theresia Kiesl    | Áustria | 4'08"04 |
| 7    | Anna Brzezinska   | Polónia | 4'08"11 |
| 8    | Fabia Trabaldo    | Itália  | 4'08"23 |

### 5000 metros/3000 metros
| Pos. | Atleta             | País     | Marca          |
| ---- | ------------------ | -------- | -------------- |
| 1    | Ismael Kirui       | Quênia   | 13'02"75 (WJR) |
| 2    | Haile Gebrselassie | Etiópia  | 13'03"17       |
| 3    | Fita Bayisa        | Etiópia  | 13'05"40       |
| 4    | Worku Bikila       | Etiópia  | 13'06"64       |
| 5    | Khalid Skah        | Marrocos | 13'07"18       |
| 6    | Brahim Jabbour     | Marrocos | 13'18"87       |
| 7    | Aloÿs Nizigama     | Burundi  | 13'20"59       |
| 8    | Paul Bitok         | Quênia   | 13'23"41       |

| Pos. | Atleta            | País        | Marca        |
| ---- | ----------------- | ----------- | ------------ |
| 1    | Qu Yunxia         | China       | 8'28"71 (CR) |
| 2    | Zhang Linli       | China       | 8'29"25      |
| 3    | Zhang Lirong      | China       | 8'31"95      |
| 4    | Sonia O'Sullivan  | Irlanda     | 8'33"38      |
| 5    | Alison Wyeth      | Reino Unido | 8'38"42      |
| 6    | Yelena Romanova   | Rússia      | 8'39"69      |
| 7    | Paula Radcliffe   | Reino Unido | 8'40"40      |
| 8    | Lyudmila Borisova | Rússia      | 8'40"78      |

### 10000 metros
| Pos. | Atleta             | País      | Marca    |
| ---- | ------------------ | --------- | -------- |
| 1    | Haile Gebrselassie | Etiópia   | 27'46"02 |
| 2    | Moses Tanui        | Quênia    | 27'46"54 |
| 3    | Richard Chelimo    | Quênia    | 28'06"02 |
| 4    | Stéphane Franke    | Alemanha  | 28'10"69 |
| 5    | Aloÿs Nizigama     | Burundi   | 28'13"43 |
| 6    | Francesco Panetta  | Itália    | 28'27"05 |
| 7    | Todd Williams      | Canadá    | 28'30"49 |
| 8    | Antonio Silio      | Argentina | 28'36"88 |

| Pos. | Atleta             | País           | Marca          |
| ---- | ------------------ | -------------- | -------------- |
| 1    | Wang Junxia        | China          | 30'49"30 (CR)  |
| 2    | Zhong Huandi       | China          | 31'12"55       |
| 3    | Sally Barsosio     | Quênia         | 31'15"38 (WJR) |
| 4    | Tegla Loroupe      | Quênia         | 31'29"91       |
| 5    | Lynn Jennings      | Estados Unidos | 31'30"53       |
| 6    | Conceição Ferreira | Portugal       | 31'30"60       |
| 7    | Albertina Dias     | Portugal       | 31'33"63       |
| 8    | Anne Marie Letko   | Estados Unidos | 31'37"26       |

### Maratona
| Pos. | Atleta              | País           | Marca   |
| ---- | ------------------- | -------------- | ------- |
| 1    | Mark Plaatjes       | Estados Unidos | 2h13'57 |
| 2    | Luketz Swartbooi    | Namíbia        | 2h14'11 |
| 3    | Bert Van Vlaanderen | Países Baixos  | 2h15'12 |
| 4    | Jae-Ryong Kim       | Coreia do Sul  | 2h17'14 |
| 5    | Tadao Uchikoshi     | Japão          | 2h17'54 |
| 6    | Konrad Dobler       | Alemanha       | 2h18'28 |
| 7    | Boniface Merande    | Quênia         | 2h18'52 |
| 8    | Aleksey Zhelonkin   | Rússia         | 2h18'52 |

| Pos. | Atleta              | País           | Marca   |
| ---- | ------------------- | -------------- | ------- |
| 1    | Junko Asari         | Japão          | 2h30'03 |
| 2    | Manuela Machado     | Portugal       | 2h30'54 |
| 3    | Tomoe Abe           | Japão          | 2h31'01 |
| 4    | Ramilya Burangulova | Rússia         | 2h33'03 |
| 5    | Madina Biktagirova  | Rússia         | 2h34'36 |
| 6    | Katrin Dörre        | Alemanha       | 2h35'20 |
| 7    | Frith Van Der Merwe | África do Sul  | 2h35'56 |
| 8    | Kimberly Jones      | Estados Unidos | 2h36'33 |

### 20 km marcha/10 km marcha
| Pos. | Atleta                 | País         | Marca   |
| ---- | ---------------------- | ------------ | ------- |
| 1    | Valentí Massana        | Espanha      | 1h22'31 |
| 2    | Giovanni De Benedictis | Itália       | 1h23'06 |
| 3    | Daniel Plaza           | Espanha      | 1h23'18 |
| 4    | Jaime Barroso          | Espanha      | 1h23'41 |
| 5    | Yevgeniy Misyulya      | Bielorrússia | 1h23'45 |
| 6    | Sérgio Vieira Galdino  | Brasil       | 1h23'52 |
| 7    | Robert Ihly            | Alemanha     | 1h24'21 |
| 8    | Igor Kollár            | Eslováquia   | 1h21'15 |

| Pos. | Atleta               | País      | Marca |
| ---- | -------------------- | --------- | ----- |
| 1    | Sari Essayah         | Finlândia | 42'59 |
| 2    | Ileana Salvador      | Itália    | 43'08 |
| 3    | Encarnación Granados | Espanha   | 43'21 |
| 4    | Elisabetta Perrone   | Itália    | 43'26 |
| 5    | Beate Anders-Gummelt | Alemanha  | 43'28 |
| 6    | Katarzyna Radtke     | Polónia   | 43'33 |
| 7    | Yelena Nikolayeva    | Rússia    | 43'47 |
| 8    | Yelena Sayko         | Rússia    | 43'56 |

### 50 km marcha
| Pos. | Atleta             | País      | Marca   |
| ---- | ------------------ | --------- | ------- |
| 1    | Jesús Ángel García | Espanha   | 3h41'41 |
| 2    | Valentin Kononen   | Finlândia | 3h42'02 |
| 3    | Valeriy Spitsyn    | Rússia    | 3h42'50 |
| 4    | Axel Noack         | Alemanha  | 3h43'50 |
| 5    | Basilio Labrador   | Espanha   | 3h46'46 |
| 6    | René Piller        | França    | 3h48'57 |
| 7    | Tim Berrett        | Canadá    | 3h50'23 |
| 8    | Carlos Mercenario  | México    | 3h50'53 |

### 110 metros barreiras/100 metros barreiras
| Pos. | Atleta              | País           | Marca      |
| ---- | ------------------- | -------------- | ---------- |
| 1    | Colin Jackson       | Reino Unido    | 12"91 (WR) |
| 2    | Tony Jarrett        | Reino Unido    | 13"00      |
| 3    | Jack Pierce         | Estados Unidos | 13"06      |
| 4    | Emilio Valle        | Cuba           | 13"20      |
| 5    | Florian Schwarthoff | Alemanha       | 13"27      |
| 6    | Igors Kazanovs      | Letônia        | 13"38      |
| 7    | Dietmar Koszewski   | Alemanha       | 13"60      |
| 8    | Tony Dees           | Estados Unidos | 14"13      |

| Pos. | Atleta           | País           | Marca      |
| ---- | ---------------- | -------------- | ---------- |
| 1    | Gail Devers      | Estados Unidos | 12"46 (AR) |
| 2    | Marina Azyabina  | Rússia         | 12"60      |
| 3    | Lynda Tolbert    | Estados Unidos | 12"67      |
| 4    | Aliuska López    | Cuba           | 12"73 (NR) |
| 5    | Eva Sokolova     | Rússia         | 12"78      |
| 6    | Dawn Bowles      | Estados Unidos | 12"90      |
| 7    | Michelle Freeman | Jamaica        | 12"90      |
| 8    | Cécile Cinélu    | França         | 12"95      |

### 400 metros barreiras
| Pos. | Atleta           | País           | Marca |
| ---- | ---------------- | -------------- | ----- |
| 1    | Kevin Young      | Estados Unidos | 47"18 |
| 2    | Samuel Matete    | Zâmbia         | 47"60 |
| 3    | Winthrop Graham  | Jamaica        | 47"62 |
| 4    | Stéphane Diagana | França         | 47"64 |
| 5    | Erick Keter      | Quênia         | 48"40 |
| 6    | Oleg Tverdokhleb | Ucrânia        | 48"71 |
| 7    | Derrick Adkins   | Estados Unidos | 49"07 |
| 8    | Barnabas Kinyor  | Quênia         | 49"23 |

| Pos. | Atleta                | País           | Marca      |
| ---- | --------------------- | -------------- | ---------- |
| 1    | Sally Gunnell         | Reino Unido    | 52"74 (WR) |
| 2    | Sandra Patrick        | Estados Unidos | 52"79 (AR) |
| 3    | Margarita Ponomaryova | Rússia         | 53"48      |
| 4    | Kim Batten            | Estados Unidos | 53"84      |
| 5    | Tonja Buford          | Estados Unidos | 54"55      |
| 6    | Deon Hemmings         | Jamaica        | 54"99      |
| 7    | Rosey Edeh            | Canadá         | 55"19      |
| 8    | Natalya Torshina      | Cazaquistão    | 55"78      |

### 3000 metros obstáculos
| Pos. | Atleta                  | País           | Marca        |
| ---- | ----------------------- | -------------- | ------------ |
| 1    | Moses Kiptanui          | Quênia         | 8'06"36 (CR) |
| 2    | Patrick Sang            | Quênia         | 8'07"53      |
| 3    | Alessandro Lambruschini | Itália         | 8'08"78      |
| 4    | Matthew Birir           | Quênia         | 8'09"42      |
| 5    | Mark Croghan            | Estados Unidos | 8'09"76      |
| 6    | Steffen Brand           | Alemanha       | 8'15"33      |
| 7    | Elarbi Khattabi         | Marrocos       | 8'17"96      |
| 8    | Angelo Carosi           | Itália         | 8'23"42      |

### Estafeta 4 x 100 metros
| Pos. | Atleta                                                                     | País            | Marca      |
| ---- | -------------------------------------------------------------------------- | --------------- | ---------- |
| 1    | Jon Drummond Andre Cason Dennis Mitchell Leroy Burrell                     | Estados Unidos  | 37"48      |
| 2    | Colin Jackson Tony Jarrett John Regis Linford Christie                     | Reino Unido     | 37"77 (AR) |
| 3    | Robert Esmie Glenroy Gilbert Bruny Surin Atlee Mahorn                      | Canadá          | 37"83 (NR) |
| 4    | Andres Simón Iván García Joel Isasi Jorge Aguilera                         | Cuba            | 38"39      |
| 5    | Paul Henderson Damien Marsh Dean Capobianco Tim Jackson                    | Austrália       | 38"52      |
| 6    | Marc Blume Robert Kurnicki Michael Huke Steffen Görmer                     | Alemanha        | 38"78      |
| 7    | Ouattara Lagazane Jean-Olivier Zirignon Frank Waota Ibrahim Meité          | Costa do Marfim | 38"82      |
| 8    | Torbjörn Mårtensson Mattias Sunneborn Torbjörn Eriksson Thomas Leandersson | Suécia          | 39"22      |

| Pos. | Atleta                                                                | País           | Marca      |
| ---- | --------------------------------------------------------------------- | -------------- | ---------- |
| 1    | Olga Bogoslovskaya Galina Malchugina Natalya Voronova Irina Privalova | Rússia         | 41"49 (CR) |
| 2    | Michelle Finn Gwen Torrence Wendy Vereen Gail Devers                  | Estados Unidos | 41"49 (CR) |
| 3    | Michelle Freeman Juliet Campbell Nikole Mitchell Merlene Ottey        | Jamaica        | 41"94      |
| 4    | Patricia Girard Odiah Sidibé Valérie Jean-Charles Marie-José Pérec    | França         | 42"67      |
| 5    | Andrea Philipp Bettina Zipp Silke-Beate Knoll Melanie Paschke         | Alemanha       | 42"79      |
| 6    | Miriam Ferrer Aliuska López Julia Duporty Liliana Allen               | Cuba           | 42"89      |
| 7    | Anu Pirttimaa Sisko Hanhijoki Sanna Hernesniemi Marja Tennivaara      | Finlândia      | 43"37      |
| 8    | Marcia Richardson Beverly Kinch Simmone Jacobs Paula Dunn-Thomas      | Reino Unido    | 43"86      |

### Estafeta 4 x 400 metros
| Pos. | Atleta                                                                        | País           | Marca        |
| ---- | ----------------------------------------------------------------------------- | -------------- | ------------ |
| 1    | Andrew Valmon Quincy Watts Harry Reynolds Michael Johnson                     | Estados Unidos | 2'54"29 (WR) |
| 2    | Kennedy Ochieng Simon Kemboi Abednego Matilu Samson Kitur                     | Quênia         | 2'59"82      |
| 3    | Rico Lieder Karsten Just Olaf Hense Thomas Schönlebe                          | Alemanha       | 2'59"99      |
| 4    | Jean-Louis Rapnouil Pierre-Marie Hilaire Jacques Farraudiére Stéphane Diagana | França         | 3'00"09      |
| 5    | Dmitriy Kliger Dmitriy Kosov Mikhail Vdovin Dmitriy Golovastov                | Rússia         | 3'00"44      |
| 6    | Iván García Hector Herrera Norberto Téllez Roberto Hernández                  | Cuba           | 3'00"46      |
| 7    | Patrick O'Connor Dennis Blake Danny McFarlane Gregory Haughton                | Jamaica        | 3'01"44      |
| 8    | Stanislav Georgiev Tsvetoslav Stankulov Kiril Raykov Anton Ivanov             | Bulgária       | 3'05"35      |

| Pos. | Atleta                                                                 | País           | Marca        |
| ---- | ---------------------------------------------------------------------- | -------------- | ------------ |
| 1    | Gwen Torrence Maicel Malone Natasha Kaiser-Brown Jearl Miles-Clark     | Estados Unidos | 3'16"71 (CR) |
| 2    | Yelena Ruzina Tatyana Alekseyeva Margarita Ponomaryova Irina Privalova | Rússia         | 3'18"38      |
| 3    | Linda Keough Phylis Smith Tracy Goddard Sally Gunnell                  | Reino Unido    | 3'23"41      |
| 4    | Deon Hemmings Inez Turner Juliet Campbell Sandie Richards              | Jamaica        | 3'23"83      |
| 5    | Heike Meißner Sandra Seuser Anja Rücker Linda Kisabaka                 | Alemanha       | 3'25"49      |
| 6    | Elsa Devassoigne Evelyne Élien Francine Landre Marie-Louise Bevis      | França         | 3'27"08      |
| 7    | Nadezda Kostovalová Helena Fuchsová Hana Benešová Ludmila Formanová    | Chéquia        | 3'27"94      |
| 8    | Helen Burkart Regula Zürcher Marquita Brillante Kathrin Lüthi          | Suíça          | 3'28"52      |

### Salto em altura
| Pos. | Atleta           | País           | Marca       |
| ---- | ---------------- | -------------- | ----------- |
| 1    | Javier Sotomayor | Cuba           | 2.40 m (CR) |
| 2    | Artur Partyka    | Polónia        | 2.37 m      |
| 3    | Steve Smith      | Reino Unido    | 2.37 m      |
| 4    | Ralf Sonn        | Alemanha       | 2.34 m      |
| 5    | Troy Kemp        | Bahamas        | 2.34 m      |
| 6    | Hollis Conway    | Estados Unidos | 2.34 m      |
| 7    | Arturo Ortiz     | Espanha        | 2.31 m      |
| 8    | Tony Barton      | Estados Unidos | 2.31 m      |

| Pos. | Atleta               | País           | Marca  |
| ---- | -------------------- | -------------- | ------ |
| 1    | Ioamnet Quintero     | Cuba           | 1.99 m |
| 2    | Silvia Costa         | Cuba           | 1.97 m |
| 3    | Sigrid Kirchmann     | Áustria        | 1.97 m |
| 4    | Alina Astafei        | Roménia        | 1.96 m |
| 4    | Yelena Rodina        | Rússia         | 1.94 m |
| 6    | Antonella Bevilacqua | Itália         | 1.94 m |
| 7    | Tanya Hughes         | Estados Unidos | 1.91 m |
| 8    | Valentina Gotovska   | Letônia        | 1.91 m |

### Salto com vara
| Pos. | Atleta             | País           | Marca       |
| ---- | ------------------ | -------------- | ----------- |
| 1    | Sergey Bubka       | Ucrânia        | 6.00 m (CR) |
| 2    | Grigoriy Yegorov   | Cazaquistão    | 5.90 m (AR) |
| 3    | Maksim Tarasov     | Rússia         | 5.80 m      |
| 3    | Igor Trandenkov    | Rússia         | 5.80 m      |
| 5    | Scott Huffman      | Estados Unidos | 5.80 m      |
| 6    | Denis Petushinskiy | Rússia         | 5.80 m      |
| 7    | Valeri Bukrejev    | Estónia        | 5.75 m      |
| 8    | Jean Galfione      | França         | 5.70 m      |

### Salto em comprimento
| Pos. | Atleta               | País           | Marca  |
| ---- | -------------------- | -------------- | ------ |
| 1    | Mike Powell          | Estados Unidos | 8.59 m |
| 2    | Stanislav Tarasenko  | Rússia         | 8.16 m |
| 3    | Vitaliy Kirilenko    | Ucrânia        | 8.15 m |
| 4    | Erick Walder         | Estados Unidos | 8.05 m |
| 5    | Ivaylo Mladenov      | Bulgária       | 8.00 m |
| 6    | Nikolay Antonov      | Bulgária       | 7.97 m |
| 7    | Aleksandr Glavatskiy | Bielorrússia   | 7.95 m |
| 8    | François Fouche      | África do Sul  | 7.93 m |

| Pos. | Atleta                 | País      | Marca  |
| ---- | ---------------------- | --------- | ------ |
| 1    | Heike Drechsler        | Alemanha  | 7.11 m |
| 2    | Larisa Berezhnaya      | Rússia    | 6.98 m |
| 3    | Renata Nielsen         | Dinamarca | 6.76 m |
| 4    | Yelena Khlopotnova     | Rússia    | 6.75 m |
| 5    | Lyudmila Galkina       | Rússia    | 6.74 m |
| 6    | Ljudmila Ninova-Rudoll | Áustria   | 6.72 m |
| 7    | Nicole Boegman         | Austrália | 6.70 m |
| 8    | Agata Karczmarek       | Polónia   | 6.57 m |

### Triplo salto
| Pos. | Atleta           | País           | Marca   |
| ---- | ---------------- | -------------- | ------- |
| 1    | Mike Conley      | Estados Unidos | 17.86 m |
| 2    | Leonid Voloshin  | Rússia         | 17.65 m |
| 3    | Jonathan Edwards | Reino Unido    | 17.44 m |
| 4    | Ralf Jaros       | Alemanha       | 17.34 m |
| 5    | Pierre Camara    | França         | 17.28 m |
| 6    | Denis Kapustin   | Rússia         | 17.19 m |
| 7    | Anísio da Silva  | Brasil         | 17.19 m |
| 8    | Brian Wellman    | Bermudas       | 17.12 m |

| Pos. | Atleta              | País            | Marca        |
| ---- | ------------------- | --------------- | ------------ |
| 1    | Anna Biryukova      | Rússia          | 15.09 m (WR) |
| 2    | Iolanda Chen        | União Soviética | 14.70 m      |
| 3    | Iva Prandzheva      | Bulgária        | 14.23 m      |
| 4    | Niurka Montalvo     | Cuba            | 14.22 m      |
| 5    | Helga Radtke        | Alemanha        | 14.19 m      |
| 6    | Antonella Capriotti | Itália          | 14.18 m (NR) |
| 7    | Šárka Kašpárková    | Chéquia         | 14.16 m      |
| 8    | Urszula Wlodarczyk  | Polónia         | 13.80 m      |

### Arremesso do peso
| Pos. | Atleta             | País           | Marca   |
| ---- | ------------------ | -------------- | ------- |
| 1    | Werner Günthör     | Suíça          | 21.97 m |
| 2    | Randy Barnes       | Estados Unidos | 21.80 m |
| 3    | Aleksandr Bagach   | Ucrânia        | 20.40 m |
| 4    | Yevgeniy Palchikov | Rússia         | 20.05 m |
| 5    | Dragan Perić       | Iugoslávia     | 19.95 m |
| 6    | Gert Weil          | Chile          | 19.95 m |
| 7    | Oliver-Sven Buder  | Alemanha       | 19.74 m |
| 8    | Jonny Reinhardt    | Alemanha       | 19.53 m |

| Pos. | Atleta               | País     | Marca   |
| ---- | -------------------- | -------- | ------- |
| 1    | Huang Zhihong        | China    | 20.57 m |
| 2    | Svetlana Krivelyova  | Rússia   | 19.97 m |
| 3    | Kathrin Neimke       | Alemanha | 19.71 m |
| 4    | Sui Xinmei           | China    | 19.61 m |
| 5    | Cong Yuzhen          | China    | 19.58 m |
| 6    | Astrid Kumbernuss    | Alemanha | 19.42 m |
| 7    | Valentina Fedyushina | Ucrânia  | 19.27 m |
| 8    | Belsy Laza           | Cuba     | 19.27 m |

### Lançamento do disco
| Pos. | Atleta             | País           | Marca   |
| ---- | ------------------ | -------------- | ------- |
| 1    | Lars Riedel        | Alemanha       | 67.72 m |
| 2    | Dmitriy Shevchenko | Rússia         | 66.90 m |
| 3    | Jürgen Schult      | Alemanha       | 66.12 m |
| 4    | Costel Grasu       | Roménia        | 65.24 m |
| 5    | Vladimir Zinchenko | Ucrânia        | 62.02 m |
| 6    | Nick Sweeney       | Irlanda        | 61.66 m |
| 7    | Vasiliy Kaptyukh   | Bielorrússia   | 61.64 m |
| 8    | Mike Buncic        | Estados Unidos | 61.06 m |

| Pos. | Atleta                  | País      | Marca   |
| ---- | ----------------------- | --------- | ------- |
| 1    | Olga Chernyavskaya      | Rússia    | 67.40 m |
| 2    | Daniela Costian         | Austrália | 65.36 m |
| 3    | Min Chunfeng            | China     | 65.26 m |
| 4    | Maritza Martén          | Cuba      | 64.62 m |
| 5    | Anja Gündler-Mollenbeck | Alemanha  | 62.92 m |
| 6    | Bárbara Hechavarría     | Cuba      | 62.52 m |
| 7    | Nicoleta Grasu          | Roménia   | 62.10 m |
| 8    | Franka Dietzsch         | Alemanha  | 62.06 m |

### Lançamento do dardo
| Pos. | Atleta              | País         | Marca        |
| ---- | ------------------- | ------------ | ------------ |
| 1    | Jan Železný         | Chéquia      | 85.98 m (CR) |
| 2    | Kimmo Kinnunen      | Finlândia    | 84.78 m      |
| 3    | Mick Hill           | Reino Unido  | 82.96 m      |
| 4    | Steve Backley       | Reino Unido  | 81.80 m      |
| 5    | Ari Pakarinen       | Finlândia    | 81.08 m      |
| 6    | Dag Wennlund        | Suécia       | 80.52 m      |
| 7    | Vladimir Sasimovich | Bielorrússia | 78.70 m      |
| 8    | Patrik Bodén        | Suécia       | 78.00 m      |

| Pos. | Atleta                 | País         | Marca   |
| ---- | ---------------------- | ------------ | ------- |
| 1    | Trine Hattestad        | Noruega      | 69.18 m |
| 2    | Karen Forkel           | Alemanha     | 65.80 m |
| 3    | Natalya Shikolenko     | Bielorrússia | 65.64 m |
| 4    | Tatyana Shikolenko     | Bielorrússia | 65.18 m |
| 5    | Yekaterina Ivakina     | Rússia       | 65.12 m |
| 6    | Silke Renk             | Alemanha     | 64.00 m |
| 7    | Claudia Isaila         | Roménia      | 61.54 m |
| 8    | Felicia Tilea-Moldovan | Roménia      | 61.24 m |

### Lançamento do martelo
| Pos. | Atleta              | País         | Marca        |
| ---- | ------------------- | ------------ | ------------ |
| 1    | Andrey Abduvaliyev  | Tajiquistão  | 81.64 m (AR) |
| 2    | Igor Astapkovich    | Bielorrússia | 79.88 m      |
| 3    | Tibor Gécsek        | Hungria      | 79.54 m      |
| 4    | Sergey Alay         | Bielorrússia | 79.02 m      |
| 5    | Vasiliy Sidorenko   | Rússia       | 78.86 m      |
| 6    | Aleksandr Seleznyov | Rússia       | 78.58 m      |
| 7    | Sergey Litvinov     | Rússia       | 78.56 m      |
| 8    | Christophe Épalle   | França       | 76.22 m      |

### Decatlo/Heptatlo
| Pos. | Atleta            | País           | Marca         |
| ---- | ----------------- | -------------- | ------------- |
| 1    | Dan O'Brien       | Estados Unidos | 8817 pts (CR) |
| 2    | Eduard Hämäläinen | Bielorrússia   | 8724 pts      |
| 3    | Paul Meier        | Alemanha       | 8548 pts      |
| 4    | Christian Schenk  | Alemanha       | 8500 pts      |
| 5    | Alain Blondel     | França         | 8444 pts      |
| 6    | Christian Plaziat | França         | 8398 pts      |
| 7    | Steve Fritz       | Estados Unidos | 8324 pts      |
| 8    | Rob Muzzio        | Estados Unidos | 8237 pts      |

| Pos. | Atleta               | País           | Marca    |
| ---- | -------------------- | -------------- | -------- |
| 1    | Jackie Joyner-Kersee | Estados Unidos | 6837 pts |
| 2    | Sabine Braun         | Alemanha       | 6797 pts |
| 3    | Svetlana Buraga      | Bielorrússia   | 6635 pts |
| 4    | Svetla Dimitrova     | Bulgária       | 6508 pts |
| 5    | Urszula Wlodarczyk   | Polónia        | 6394 pts |
| 6    | Kym Carter           | Estados Unidos | 6357 pts |
| 7    | Jane Flemming        | Austrália      | 6343 pts |
| 8    | Birgit Clarius       | Alemanha       | 6341 pts |

## Legenda
- WR : Recorde do mundo
- CR : Recorde dos campeonatos
- AR : Recorde continental
- NR : Recorde nacional
- WJR: Recorde mundial junior
- DQ : Desqualificado
- DNF: Abandono
- DNS: Não partiu